# Vaux d'Amognes
Vaux d'Amognes is een gemeente in het Franse departement Nièvre (regio Bourgogne-Franche-Comté). De plaats maakt deel uit van het arrondissement Nevers. Vaux d'Amognes is op 1 januari 2017 ontstaan door de fusie van de gemeenten Balleray en Ourouër. De gemeente telde 528 inwoners op 1 januari 2022.

## Geografie
De oppervlakte van Vaux d'Amognes bedroeg op 1 januari 2022 37,84 vierkante kilometer; de bevolkingsdichtheid was toen 14 inwoners per km².

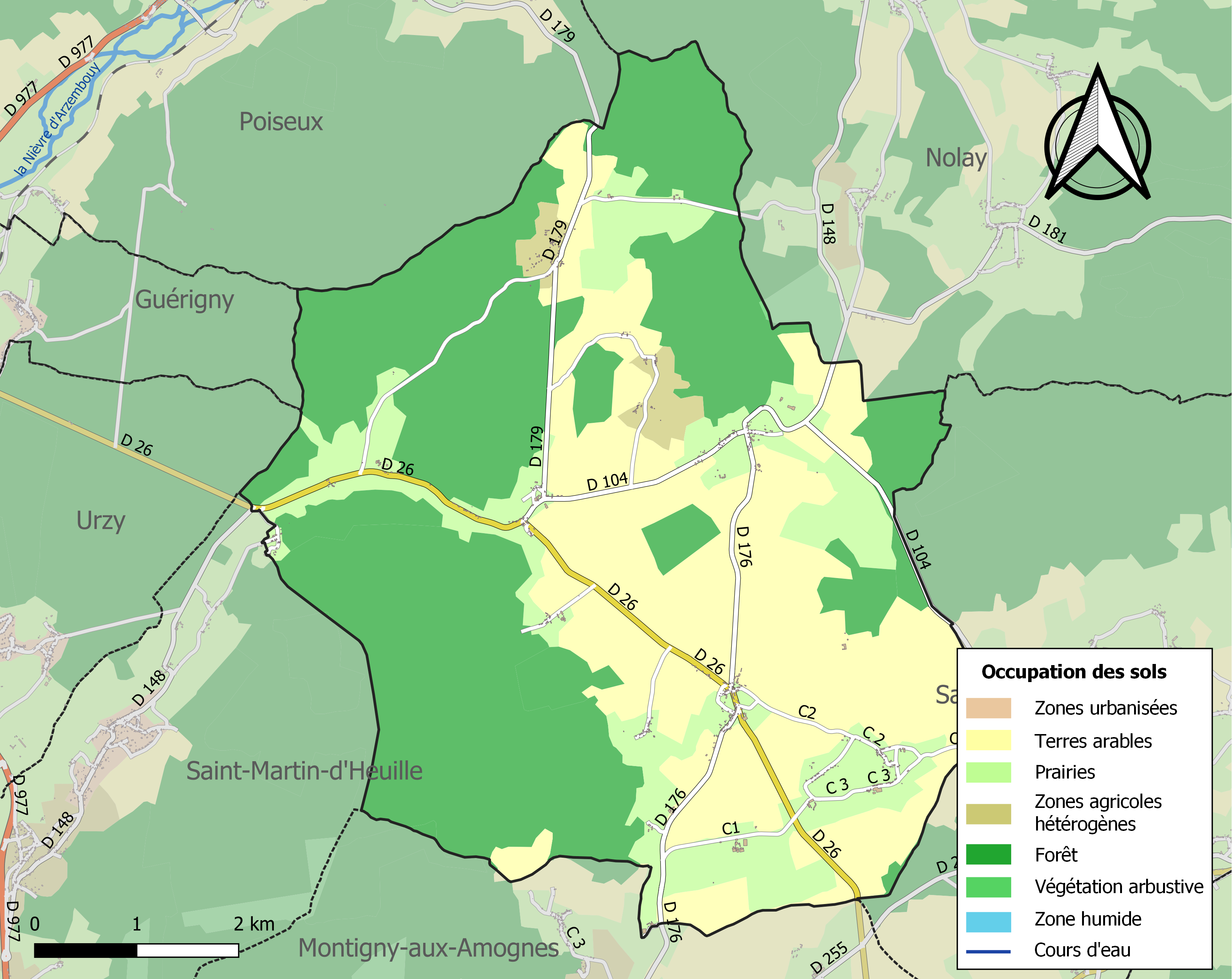
Kaart van de gemeente met de belangrijkste infrastructuur, bodemgebruik en omliggende gemeenten